# Сумартин
.
Сумартин је насељено место у саставу општине Селца, на острву Брачу, Сплитско-далматинска жупанија, Република Хрватска.

## Историја
До територијалне реорганизације у Хрватској налазио се у саставу старе општине Брач.
Луку Сумартин (раније се звала Врхбрач) основале су избеглице пред Турцима из Макарског приморја 1646. године. Према положају места морали су да се посвете риболову, поморству и бродоградњи. Мало бродоградилиште постоји и данас. Темеље фрањевачком самостану на месту где се налазила средњовековна црквица "Св. Мартина", по којем је Сумартин добио данашње име, поставио је 1747. далматински фратар и песник Андрија Качић Миошић.

## Становништво
На попису становништва 2011. године, Сумартин је имао 474 становника.
| Број становника по пописима | Број становника по пописима | Број становника по пописима | Број становника по пописима | Број становника по пописима | Број становника по пописима | Број становника по пописима | Број становника по пописима | Број становника по пописима | Број становника по пописима | Број становника по пописима | Број становника по пописима | Број становника по пописима | Број становника по пописима | Број становника по пописима | Број становника по пописима |
| --------------------------- | --------------------------- | --------------------------- | --------------------------- | --------------------------- | --------------------------- | --------------------------- | --------------------------- | --------------------------- | --------------------------- | --------------------------- | --------------------------- | --------------------------- | --------------------------- | --------------------------- | --------------------------- |
| 1857                        | 1869                        | 1880                        | 1890                        | 1900                        | 1910                        | 1921                        | 1931                        | 1948                        | 1953                        | 1961                        | 1971                        | 1981                        | 1991                        | 2001                        | 2011                        |
| 423                         | 475                         | 550                         | 608                         | 751                         | 724                         | 0                           | 579                         | 575                         | 586                         | 522                         | 445                         | 544                         | 618                         | 482                         | 474                         |

Напомена: У 1921. подаци су садржани у насељу Селца.

### Попис1991.
На попису становништва 1991. године, насељено место Сумартин је имало 618 становника, следећег националног састава:
| Попис 1991.‍  | Попис 1991.‍  | Попис 1991.‍ | Попис 1991.‍ | Попис 1991.‍ |
| ------------ | ------------ | ----------- | ----------- | ----------- |
|              |              |             |             |             |
| Хрвати       | Хрвати       |             | 537         | 86,89%      |
| Срби         | Срби         |             | 7           | 1,13%       |
| Југословени  | Југословени  |             | 5           | 0,80%       |
| Мађари       | Мађари       |             | 4           | 0,64%       |
| Пољаци       | Пољаци       |             | 1           | 0,16%       |
| Словаци      | Словаци      |             | 1           | 0,16%       |
| Словенци     | Словенци     |             | 1           | 0,16%       |
| Црногорци    | Црногорци    |             | 1           | 0,16%       |
| Чеси         | Чеси         |             | 1           | 0,16%       |
| неопредељени | неопредељени |             | 1           | 0,16%       |
| регион. опр. | регион. опр. |             | 6           | 0,97%       |
| непознато    | непознато    |             | 53          | 8,57%       |
| укупно: 618  |              |             |             |             |

## Наречје
Као занимљивост, треба навести да се у Сумартину и његовој ближој околини говори штокавским наречјем за разлику од чакавске већине на остатку острва.

## Привреда
Становништво се бави пољопривредом, виноградарством, маслинарством, риболовом и туризмом. Трајектно пристаниште и трајектна веза са Макарском (5 пута дневно у туристичкој сезони), лепе плаже, бистро море, пристаниште за јахте и могућност посете самостанском музеју, одају утисак живог туристичког места.

## Познате личности
- Андрија Доротић (1761—1837), писац и политичар;